# Lista de deputados estaduais de Sergipe da 2.ª legislatura
Essa é uma lista de deputados estaduais eleitos para o período 1951-1955. Foram 32 eleitos.

## Composição das bancadas
| Partido | Líder                   | Bancada | Posição      |
| ------- | ----------------------- | ------- | ------------ |
| UDN     | Filadelfo Porto Dória   | 11 / 32 | Oposição     |
| PSD     | Acrísio Cruz            | 9 / 32  | Governo      |
| PR      | Pedro Soares            | 7 / 32  | Governo      |
| PTB     | Manoel Barbosa de Souza | 4 / 32  | Independente |
| PSP     | José de Matos Teles     | 1 / 32  | Oposição     |

## Deputados estaduais
| Número | Deputados estaduais eleitos         | Partido | Votação | Percentual | Cidade onde nasceu       | Unidade federativa |
| 22210  | Filadelfo Pôrto Dória               | UDN     | 2.301   | 2,44%      | Nossa Senhora do Socorro | Sergipe            |
| 14020  | José Antônio Nunes Mendonça         | PTB     | 1.912   | 2,03%      | Itabaiana                | Sergipe            |
| 41001  | Aírton Mendonça Teles               | PSD     | 1.863   | 1,97%      | Itabaiana                | Sergipe            |
| 41122  | Acrísio Cruz                        | PSD     | 1.856   | 1,97%      | Laranjeiras              | Sergipe            |
| 22026  | Jocelino Emílio Carvalho            | UDN     | 1.810   | 1,92%      | Lagarto                  | Sergipe            |
| 41745  | João Melo de Oliveira               | PSD     | 1.681   | 1,78%      | São Domingos             | Sergipe            |
| 41133  | Martinho Dias Guimarães             | PSD     | 1.580   | 1,67%      | Propriá                  | Sergipe            |
| 22200  | José Dória de Almeida               | UDN     | 1.574   | 1,67%      | Aracaju                  | Sergipe            |
| 41353  | José Silveira Lins                  | PSD     | 1.569   | 1,66%      | Itaporanga d'Ajuda       | Sergipe            |
| 41125  | Napoleão Emídio da Costa            | PSD     | 1.562   | 1,65%      | Tomar do Geru            | Sergipe            |
| 22070  | Seixas Dória                        | UDN     | 1.499   | 1,59%      | Propriá                  | Sergipe            |
| 20888  | Francisco Guedes de Melo            | PR      | 1.497   | 1,59%      | Aracaju                  | Sergipe            |
| 41826  | Manoel Cabral Machado               | PSD     | 1.460   | 1,55%      | Rosário do Catete        | Sergipe            |
| 41522  | Joaquim Martins Fontes              | PSD     | 1.442   | 1,53%      | Lagarto                  | Sergipe            |
| 41532  | José de Carvalho Déda               | PSD     | 1.442   | 1,53%      | Paripiranga              | Bahia              |
| 20707  | Armando Rollemberg                  | PR      | 1.343   | 1,42%      | Japaratuba               | Sergipe            |
| 22982  | Sebastião de Aguiar Figueiredo      | UDN     | 1.248   | 1,32%      | Rosário do Catete        | Sergipe            |
| 14312  | Durval Militão de Araújo            | PTB     | 1.243   | 1,32%      | Aracaju                  | Sergipe            |
| 22003  | Adelvan Cavalcanti Baptista         | UDN     | 1.200   | 1,27%      | Umbaúba                  | Sergipe            |
| 22223  | Temístocles Diniz Gonçalves         | UDN     | 1.168   | 1,24%      | Laranjeiras              | Sergipe            |
| 20010  | Orlando Bezerra Lemos               | PR      | 1.167   | 1,23%      | Santa Luzia do Itanhy    | Sergipe            |
| 22280  | Josué Modesto dos Passos            | UDN     | 1.132   | 1,20%      | Ribeirópolis             | Sergipe            |
| 22157  | Clóvis de Faro Rollemberg           | UDN     | 1.090   | 1,15%      | Japaratuba               | Sergipe            |
| 20024  | Sílvio Teixeira                     | PR      | 1.084   | 1,15%      | Aracaju                  | Sergipe            |
| 20456  | Roosevelt Dantas Cardoso de Menezes | PR      | 1.058   | 1,12%      | Aracaju                  | Sergipe            |
| 20987  | Pedro Soares                        | PR      | 1.048   | 1,11%      | Barra dos Coqueiros      | Sergipe            |
| 20800  | Francisco Rabelo Leite Filho        | PR      | 1.044   | 1,10%      | Riachuelo                | Sergipe            |
| 22373  | Olímpio Rabêlo Morais               | UDN     | 1.000   | 1,06%      | Carira                   | Sergipe            |
| 14333  | Manoel Barbosa de Souza             | PTB     | 969     | 1,02%      | Japoatã                  | Sergipe            |
| 46644  | José de Matos Teles                 | PSP     | 913     | 0,96%      | Japaratuba               | Sergipe            |
| 22126  | José de Freitas Leitão              | UDN     | 903     | 0,95%      | Malhador                 | Sergipe            |
| 14999  | Cândido Dortas de Araújo            | PTB     | 893     | 0,94%      | Santo Amaro das Brotas   | Sergipe            |